# Mayetiola holci
Mayetiola holci är en tvåvingeart som beskrevs av Jean-Jacques Kieffer 1896. Mayetiola holci ingår i släktet Mayetiola och familjen gallmyggor. Inga underarter finns listade i Catalogue of Life.